# هنري هيريك
هنري هيريك هو سياسي أمريكي، ولد في 1604، وتوفي في 1671.